# Danh sách mạng HSPA+
Đây là danh sách mạng HSPA+ thương mại toàn cầu.

## châu Phi
| Nhà mạng  | Quốc gia               | Công nghệ | Ngày phát hành                     | Ghi chú       |
| --------- | ---------------------- | --------- | ---------------------------------- | ------------- |
| Djezzy    | Algeria                | HSPA+     | tháng 6 năm 2014/ tháng 7 năm 2014 | [ 1 ] [ 2 ]   |
| Mobilis   | Algeria                | HSPA+     | tháng 12 năm 2013                  |               |
| Ooredoo   | Algeria                | HSPA+     | tháng 12 năm 2013                  |               |
| Moov      | Benin                  | DC-HSPA+  | tháng 1 năm 2014                   | [ 3 ]         |
| Airtel    | Burkina Faso           | HSPA+     | tháng 5 năm 2013                   | [ 4 ]         |
| Telmob    | Burkina Faso           | DC-HSPA+  | tháng 5 năm 2013                   | [ 5 ]         |
| Orange    | Cộng hòa Trung Phi     | HSPA+     | tháng 3 năm 2013                   | [ 6 ]         |
| Airtel    | Cộng hòa Dân chủ Congo | HSPA+     | tháng 5 năm 2013                   | [ 7 ]         |
| Orange    | Cộng hòa Dân chủ Congo | HSPA+     | tháng 12 năm 2012                  | [ 8 ]         |
| Tigo      | Cộng hòa Dân chủ Congo | HSPA+     | tháng 5 năm 2013                   | [ 7 ]         |
| Etisalat  | Egypt                  | DC-HSPA+  | tháng 6 năm 2009/ tháng 5 năm 2010 | [ 9 ]         |
| Airtel    | Gabon                  | HSPA+     | tháng 3 năm 2014                   | [ 10 ]        |
| Airtel    | Ghana                  | HSPA+     | tháng 1 năm 2012                   | [ 11 ]        |
| Moov      | Ivory Coast            | HSPA+     | tháng 12 năm 2012                  | [ 12 ]        |
| Airtel    | Kenya                  | HSPA+     | tháng 2 năm 2012                   | [ 13 ]        |
| Orange    | Kenya                  | DC-HSPA+  | tháng 8 năm 2011/ tháng 8 năm 2012 | [ 14 ] [ 15 ] |
| Safaricom | Kenya                  | DC-HSPA+  | tháng 8 năm 2011/ tháng 4 năm 2012 | [ 16 ] [ 17 ] |
| Cellcom   | Liberia                | HSPA+     | tháng 7 năm 2012                   | [ 18 ]        |
| Novafone  | Liberia                | DC-HSPA+  | tháng 9 năm 2013                   | [ 19 ]        |
| Airtel    | Madagascar             | HSPA+     | tháng 7 năm 2012                   | [ 20 ]        |
| Airtel    | Malawi                 | HSPA+     | tháng 7 năm 2012                   | [ 20 ]        |
| Emtel     | Mauritius              | HSPA+     | ?                                  | [ 21 ]        |
| Inwi      | Morocco                | HSPA+     | tháng 3 năm 2014                   | [ 22 ]        |
| MTC       | Namibia                | HSPA+     | tháng 12 năm 2013                  | [ 23 ]        |
| TN Mobile | Namibia                | HSPA+     | ?                                  | [ 24 ]        |
| Airtel    | Nigeria                | DC-HSPA+  | tháng 3 năm 2012                   | [ 25 ]        |
| Etisalat  | Nigeria                | DC-HSPA+  | tháng 10 năm 2011                  | [ 26 ]        |
| Airtel    | Cộng hòa Congo         | HSPA+     | tháng 10 năm 2011                  | [ 27 ]        |
| Orange    | Réunion                | DC-HSPA+  | tháng 10 năm 2013                  | [ 28 ]        |
| SRR       | Réunion                | DC-HSPA+  | tháng 8 năm 2013                   | [ 28 ] [ 29 ] |
| Airtel    | Rwanda                 | HSPA+     | tháng 7 năm 2012                   | [ 30 ]        |
| Tigo      | Senegal                | HSPA+     | tháng 9 năm 2013                   | [ 31 ]        |
| Cell C    | Nam Phi                | DC-HSPA+  | tháng 9 năm 2010/ tháng 5 năm 2011 | [ 32 ] [ 33 ] |
| MTN       | Nam Phi                | HSPA+     | 2010                               | [ 34 ]        |
| Vodacom   | Nam Phi                | DC-HSPA+  | tháng 4 năm 2011                   | [ 35 ]        |
| Tigo      | Tanzania               | HSPA+     | tháng 5 năm 2013                   | [ 36 ]        |
| Zantel    | Tanzania               | HSPA+     | tháng 5 năm 2012                   | [ 37 ]        |
| Togocel   | Togo                   | HSPA+     | 2011 ?                             | [ 38 ]        |
| Ooredoo   | Tunisia                | HSPA+     | tháng 7 năm 2012                   | [ 39 ] [ 40 ] |
| Airtel    | Uganda                 | HSPA+     | tháng 8 năm 2012                   | [ 41 ]        |
| MTN       | Uganda                 | DC-HSPA+  | 2012 / tháng 3 năm 2013            | [ 42 ] [ 43 ] |
| Airtel    | Zambia                 | HSPA+     | tháng 1 năm 2012                   | [ 44 ]        |
| MTN       | Zambia                 | DC-HSPA+  | tháng 10 năm 2013                  | [ 45 ]        |

## châu Mỹ
| Nhà mạng              | Quốc gia                  | Công nghệ | Ngày phát hành                       | Ghi chú       |
| --------------------- | ------------------------- | --------- | ------------------------------------ | ------------- |
| Digicel               | Anguilla                  | HSPA+     | tháng 6 năm 2013                     | [ 46 ]        |
| LIME                  | Antigua và Barbuda        | HSPA+     | tháng 5 năm 2014                     | [ 47 ]        |
| Claro                 | Argentina                 | HSPA+     | tháng 11 năm 2011                    | [ 48 ]        |
| BTC                   | Bahamas                   | HSPA+     | tháng 12 năm 2011                    | [ 49 ]        |
| Digicel               | Barbados                  | HSPA+     | tháng 11 năm 2011                    | [ 50 ]        |
| LIME                  | Barbados                  | HSPA+     | tháng 11 năm 2011                    | [ 51 ]        |
| CellularOne           | Bermuda                   | HSPA+     | tháng 1 năm 2011                     | [ 52 ]        |
| Digicel               | Bermuda                   | HSPA+     | tháng 7 năm 2010                     | [ 53 ]        |
| Entel                 | Bolivia                   | HSPA+     | tháng 4 năm 2011                     | [ 54 ]        |
| Claro                 | Brazil                    | HSPA+     | tháng 12 năm 2011                    | [ 55 ]        |
| TIM                   | Brazil                    | HSPA+     | 2010 ?                               | [ 56 ]        |
| Vivo                  | Brazil                    | HSPA+     | tháng 11 năm 2011                    | [ 57 ]        |
| Digicel               | Quần đảo Virgin thuộc Anh | HSPA+     | tháng 11 năm 2012                    | [ 58 ]        |
| LIME                  | Quần đảo Virgin thuộc Anh | HSPA+     | tháng 7 năm 2012                     | [ 51 ]        |
| Bell                  | Canada                    | DC-HSPA+  | tháng 11 năm 2009/ tháng 11 năm 2010 | [ 59 ] [ 60 ] |
| Mobilicity            | Canada                    | HSPA+     | tháng 10 năm 2012                    | [ 61 ]        |
| MTS                   | Canada                    | HSPA+     | tháng 3 năm 2010                     | [ 62 ]        |
| Rogers                | Canada                    | HSPA+     | tháng 9 năm 2009                     | [ 63 ]        |
| Sasktel               | Canada                    | DC-HSPA+  | tháng 8 năm 2010/ ? 2011             | [ 64 ] [ 65 ] |
| Telus                 | Canada                    | DC-HSPA+  | tháng 11 năm 2009/ tháng 3 năm 2011  | [ 66 ] [ 67 ] |
| Vidéotron             | Canada                    | DC-HSPA+  | tháng 9 năm 2010/ tháng 8 năm 2011   | [ 68 ] [ 69 ] |
| Wind                  | Canada                    | HSPA+     | ?                                    |               |
| Digicel               | Quần đảo Cayman           | HSPA+     | tháng 10 năm 2011                    | [ 70 ]        |
| LIME                  | Quần đảo Cayman           | HSPA+     | tháng 8 năm 2011                     | [ 51 ]        |
| Entel                 | Chile                     | DC-HSPA+  | tháng 7 năm 2011                     | [ 71 ]        |
| Movistar              | Chile                     | DC-HSPA+  | tháng 8 năm 2010/ tháng 11 năm 2011  | [ 72 ] [ 73 ] |
| Claro                 | Colombia                  | HSPA+     | tháng 11 năm 2011                    | [ 74 ]        |
| Movistar              | Colombia                  | HSPA+     | tháng 10 năm 2012                    | [ 75 ]        |
| Tigo                  | Colombia                  | HSPA+     | tháng 10 năm 2011                    |               |
| Digicel               | Curaçao                   | HSPA+     | tháng 7 năm 2011                     | [ 76 ]        |
| Movistar              | Ecuador                   | HSPA+     | tháng 8 năm 2011                     | [ 77 ]        |
| Claro                 | El Salvador               | HSPA+     | tháng 2 năm 2012                     | [ 78 ]        |
| Digicel               | El Salvador               | HSPA+     | tháng 1 năm 2014                     | [ 79 ]        |
| Tigo                  | El Salvador               | HSPA+     | tháng 1 năm 2012                     | [ 80 ]        |
| Orange                | Guyane thuộc Pháp         | HSPA+     | tháng 1 năm 2014                     | [ 81 ]        |
| Orange                | Guadeloupe                | HSPA+     | tháng 8 năm 2013                     | [ 81 ]        |
| DoCoMo                | Guam                      | HSPA+     | tháng 11 năm 2011                    | [ 82 ]        |
| GTA                   | Guam                      | HSPA+     | tháng 7 năm 2011                     | [ 83 ]        |
| iConnect              | Guam                      | HSPA+     | tháng 9 năm 2014                     | [ 84 ]        |
| IT&E                  | Guam                      | HSPA+     | tháng 7 năm 2014                     | [ 85 ]        |
| Claro                 | Guatemala                 | HSPA+     | tháng 11 năm 2011                    | [ 86 ]        |
| Movistar              | Guatemala                 | HSPA+     | tháng 12 năm 2011                    | [ 86 ]        |
| Tigo                  | Guatemala                 | HSPA+     | tháng 1 năm 2012                     | [ 87 ]        |
| Digicel               | Haiti                     | HSPA+     | tháng 5 năm 2013                     | [ 88 ]        |
| Tigo                  | Honduras                  | HSPA+     | tháng 1 năm 2012                     | [ 89 ]        |
| Digicel               | Jamaica                   | HSPA+     | tháng 6 năm 2012                     | [ 90 ]        |
| LIME                  | Jamaica                   | HSPA+     | tháng 3 năm 2012                     | [ 91 ]        |
| Orange                | Martinique                | HSPA+     | tháng 8 năm 2013                     | [ 81 ]        |
| Iusacell              | Mexico                    | HSPA+     | ? 2010                               | [ 92 ]        |
| Movistar              | Mexico                    | HSPA+     | ?                                    |               |
| Nextel                | Mexico                    | HSPA+     | tháng 9 năm 2012                     | [ 93 ]        |
| Telcel                | Mexico                    | HSPA+     | ?                                    |               |
| IT&E                  | Quần đảo Bắc Mariana      | HSPA+     | tháng 7 năm 2014                     | [ 85 ]        |
| Claro                 | Nicaragua                 | HSPA+     | tháng 5 năm 2012                     | [ 94 ]        |
| Claro                 | Panama                    | HSPA+     | tháng 8 năm 2011                     | [ 95 ]        |
| Digicel               | Panama                    | HSPA+     | tháng 11 năm 2011                    | [ 96 ]        |
| +Movil                | Panama                    | HSPA+     | tháng 9 năm 2011                     | [ 97 ]        |
| Claro                 | Paraguay                  | HSPA+     | tháng 11 năm 2011                    | [ 98 ]        |
| Personal              | Paraguay                  | DC-HSPA+  | tháng 2 năm 2012                     | [ 99 ]        |
| Claro                 | Peru                      | HSPA+     | tháng 11 năm 2011                    | [ 100 ]       |
| Movistar              | Peru                      | HSPA+     | tháng 11 năm 2011                    | [ 101 ]       |
| AT&T                  | Puerto Rico               | HSPA+     | tháng 2 năm 2011                     | [ 102 ]       |
| Claro                 | Puerto Rico               | HSPA+     | tháng 2 năm 2011                     | [ 103 ]       |
| T-Mobile              | Puerto Rico               | DC-HSPA+  | tháng 5 năm 2011                     | [ 104 ]       |
| Digicel               | Saint Kitts và Nevis      | HSPA+     | tháng 4 năm 2013                     | [ 105 ]       |
| Digicel               | Saint Lucia               | HSPA+     | tháng 5 năm 2014                     | [ 106 ]       |
| LIME                  | Saint Lucia               | HSPA+     | tháng 7 năm 2013                     | [ 107 ]       |
| Digicel               | Suriname                  | HSPA+     | tháng 4 năm 2014                     | [ 108 ]       |
| b•mobile              | Trinidad và Tobago        | HSPA+     | tháng 11 năm 2012                    | [ 109 ]       |
| Digicel               | Trinidad và Tobago        | HSPA+     | tháng 5 năm 2012                     | [ 110 ]       |
| Digicel               | Quần đảo Turks và Caicos  | HSPA+     | tháng 5 năm 2013                     | [ 111 ]       |
| Islandcom Wireless    | Quần đảo Turks và Caicos  | HSPA+     | tháng 7 năm 2012                     | [ 112 ]       |
| Alaska Communications | Mỹ                        | HSPA+     | tháng 10 năm 2012                    | [ 113 ]       |
| AT&T                  | Mỹ                        | HSPA+     | tháng 11 năm 2010                    | [ 114 ]       |
| BendBroadband         | Mỹ                        | HSPA+     | tháng 12 năm 2009                    | [ 115 ]       |
| Cincinnati Bell       | Mỹ                        | HSPA+     | tháng 7 năm 2011                     | [ 116 ]       |
| T-Mobile              | Mỹ                        | DC-HSPA+  | tháng 4 năm 2011                     | [ 117 ]       |
| Claro                 | Uruguay                   | HSPA+     | tháng 11 năm 2011                    | [ 118 ]       |

## châu Á
| Nhà mạng         | Quốc gia    | Công nghệ | Ngày phát hành                        | Ghi chú         |
| ---------------- | ----------- | --------- | ------------------------------------- | --------------- |
| Orange           | Armenia     | DC-HSPA+  | tháng 1 năm 2012                      | [ 119 ]         |
| VivaCell-MTS     | Armenia     | DC-HSPA+  | tháng 3 năm 2011/ tháng 11 năm 2013   | [ 120 ] [ 121 ] |
| Bakcell          | Azerbaijan  | HSPA+     | tháng 11 năm 2011                     | [ 122 ]         |
| Banglalink       | Bangladesh  | HSPA+     | tháng 10 năm 2013                     | [ 123 ]         |
| GrameenPhone     | Bangladesh  | HSPA+     | tháng 10 năm 2013                     | [ 124 ]         |
| Robi             | Bangladesh  | HSPA+     | tháng 10 năm 2013                     | [ 125 ]         |
| TeleTalk         | Bangladesh  | HSPA+     | ?                                     |                 |
| TashiCell        | Bhutan      | HSPA+     | tháng 12 năm 2013                     | [ 126 ]         |
| Smart            | Campuchia   | HSPA+     | tháng 8 năm 2011                      | [ 127 ]         |
| China Unicom     | Trung Quốc  | DC-HSPA+  | tháng 5 năm 2011/ ? tháng 10 năm 2013 | [ 128 ] [ 129 ] |
| Geocell          | Georgia     | HSPA+     | tháng 7 năm 2012                      | [ 130 ]         |
| CSL              | Hồng Kông   | DC-HSPA+  | tháng 3 năm 2009/ tháng 11 năm 2010   | [ 131 ] [ 132 ] |
| 3                | Hồng Kông   | DC-HSPA+  | 2010                                  | [ 133 ]         |
| PCCW             | Hồng Kông   | DC-HSPA+  | 2009/ tháng 8 năm 2010                | [ 134 ]         |
| SmarTone         | Hồng Kông   | HSPA+     | tháng 11 năm 2009/ tháng 4 năm 2010   | [ 135 ] [ 136 ] |
| Aircel           | Ấn Độ       | HSPA+     | ?                                     |                 |
| Airtel           | Ấn Độ       | HSPA+     | ?                                     |                 |
| BSNL             | Ấn Độ       | HSPA+     | tháng 1 năm 2011                      | [ 137 ]         |
| Idea Cellular    | Ấn Độ       | HSPA+     | ?                                     |                 |
| Reliance         | Ấn Độ       | HSPA+     | tháng 8 năm 2011                      | [ 138 ]         |
| Tata DoCoMo      | Ấn Độ       | HSPA+     | tháng 11 năm 2010                     | [ 139 ]         |
| Vodafone         | Ấn Độ       | HSPA+     | ?                                     |                 |
| Indosat          | Indonesia   | DC-HSPA+  | tháng 10 năm 2009/ tháng 5 năm 2010   | [ 140 ] [ 141 ] |
| Telkomsel        | Indonesia   | HSPA+     | tháng 11 năm 2009                     | [ 142 ]         |
| SoftBank         | Nhật Bản    | DC-HSPA+  | tháng 2 năm 2011                      | [ 143 ]         |
| Ymobile          | Nhật Bản    | DC-HSPA+  | tháng 8 năm 2009/ tháng 6 năm 2011    | [ 144 ] [ 145 ] |
| Kcell            | Kazakhstan  | DC-HSPA+  | 2011/ ?                               | [ 146 ] [ 147 ] |
| Beeline          | Kyrgyzstan  | HSPA+     | tháng 12 năm 2010                     | [ 148 ]         |
| MegaCom          | Kyrgyzstan  | DC-HSPA+  | tháng 11 năm 2013                     | [ 149 ]         |
| Beeline          | Lào         | HSPA+     | tháng 3 năm 2012                      | [ 150 ]         |
| 3                | Ma Cao      | HSPA+     | 2011                                  | [ 151 ]         |
| SmarTone         | Ma Cao      | HSPA+     | tháng 7 năm 2010                      | [ 152 ]         |
| Celcom           | Malaysia    | DC-HSPA+  | tháng 8 năm 2012/ ?                   | [ 153 ] [ 154 ] |
| DiGi             | Malaysia    | HSPA+     | tháng 10 năm 2013                     | [ 155 ]         |
| Maxis            | Malaysia    | DC-HSPA+  | tháng 12 năm 2009/ 2012               | [ 156 ] [ 157 ] |
| U Mobile         | Malaysia    | DC-HSPA+  | tháng 9 năm 2010                      | [ 158 ]         |
| Dhiraagu         | Maldives    | HSPA+     | tháng 4 năm 2013                      | [ 159 ]         |
| Ooredoo          | Maldives    | DC-HSPA+  | 2013                                  | [ 160 ]         |
| G-Mobile         | Mongolia    | DC-HSPA+  | tháng 7 năm 2012                      | [ 161 ]         |
| Ooredoo          | Myanmar     | HSPA+     | tháng 8 năm 2014                      | [ 162 ]         |
| Telenor          | Pakistan    | HSPA+     | tháng 6 năm 2014                      | [ 163 ]         |
| Ufone            | Pakistan    | HSPA+     | tháng 6 năm 2014                      | [ 163 ]         |
| Zong             | Pakistan    | DC-HSPA+  | tháng 6 năm 2014                      | [ 163 ] [ 164 ] |
| Mobilink         | Pakistan    | DC-HSPA+  | tháng 8 năm 2014                      | [ 163 ] [ 165 ] |
| Globe            | Philippines | HSPA+     | tháng 4 năm 2011                      | [ 166 ]         |
| SMART            | Philippines | HSPA+     | tháng 8 năm 2011                      | [ 167 ]         |
| M1               | Singapore   | HSPA+     | tháng 10 năm 2009                     | [ 168 ]         |
| SingTel          | Singapore   | DC-HSPA+  | tháng 4 năm 2013                      | [ 169 ]         |
| StarHub          | Singapore   | DC-HSPA+  | tháng 7 năm 2009/ tháng 9 năm 2012    | [ 170 ] [ 171 ] |
| KT               | Hàn Quốc    | HSPA+     | 2010                                  |                 |
| SK Telecom       | Hàn Quốc    | HSPA+     | tháng 7 năm 2010                      | [ 172 ]         |
| Airtel           | Sri Lanka   | HSPA+     | ?                                     | [ 173 ]         |
| Dialog           | Sri Lanka   | DC-HSPA+  | tháng 12 năm 2009/ ?                  | [ 174 ]         |
| Etisalat         | Sri Lanka   | DC-HSPA+  | tháng 5 năm 2011/ tháng 9 năm 2012    | [ 175 ]         |
| Mobitel          | Sri Lanka   | DC-HSPA+  | tháng 12 năm 2012                     | [ 176 ]         |
| Chunghwa Telecom | Đài Loan    | DC-HSPA+  | 2010/ 2011                            | [ 177 ]         |
| FarEasTone       | Đài Loan    | HSPA+     | tháng 11 năm 2010                     | [ 178 ]         |
| Taiwan Mobile    | Đài Loan    | DC-HSPA+  | tháng 11 năm 2011                     | [ 179 ]         |
| AIS              | Thái Lan    | HSPA+     | tháng 7 năm 2011                      | [ 180 ]         |
| DTAC             | Thái Lan    | DC-HSPA+  | tháng 8 năm 2011                      | [ 181 ]         |
| TOT              | Thái Lan    | DC-HSPA+  | tháng 4 năm 2012                      | [ 182 ]         |
| TrueMove H       | Thái Lan    | DC-HSPA+  | tháng 8 năm 2011                      | [ 183 ]         |
| Ucell            | Uzbekistan  | DC-HSPA+  | tháng 8 năm 2013                      | [ 184 ]         |
| MobiFone         | Việt Nam    | HSPA+     | tháng 4 năm 2012                      | [ 185 ]         |
| Vietnamobile     | Việt Nam    | HSPA+     | tháng 12 năm 2011                     | [ 186 ]         |
| Viettel          | Việt Nam    | HSPA+     | tháng 3 năm 2010                      | [ 187 ]         |
| Vinaphone        | Việt Nam    | HSPA+     | tháng 6 năm 2012                      | [ 188 ]         |

## châu Âu
| Nhà mạng          | Quốc gia                                | Công nghệ | Ngày phát hành                                       | Ghi chú                 |
| ----------------- | --------------------------------------- | --------- | ---------------------------------------------------- | ----------------------- |
| AMC               | Albania                                 | DC-HSPA+  | tháng 1 năm 2012                                     | [ 189 ]                 |
| Eagle Mobile      | Albania                                 | DC-HSPA+  | tháng 3 năm 2013                                     | [ 189 ]                 |
| 3                 | Austria                                 | DC-HSPA+  | tháng 2 năm 2011                                     | [ 190 ]                 |
| A1                | Austria                                 | DC-HSPA+  | tháng 3 năm 2009/ tháng 12 năm 2010                  | [ 191 ] [ 192 ]         |
| T-Mobile          | Austria                                 | DC-HSPA+  | tháng 4 năm 2010/ tháng 1 năm 2011                   | [ 193 ] [ 194 ]         |
| Life:)            | Belarus                                 | HSPA+     | tháng 2 năm 2010                                     | [ 195 ]                 |
| MTS               | Belarus                                 | DC-HSPA+  | tháng 5 năm 2010/ tháng 10 năm 2012                  | [ 196 ] [ 197 ]         |
| Velcom            | Belarus                                 | DC-HSPA+  | tháng 3 năm 2010/ tháng 7 năm 2011                   | [ 198 ] [ 199 ]         |
| BASE              | Bỉ                                      | DC-HSPA+  | tháng 4 năm 2013                                     | [ 200 ]                 |
| Proximus          | Bỉ                                      | HSPA+     | tháng 1 năm 2013                                     |                         |
| BH Telecom        | Bosnia and Herzegovina                  | DC-HSPA+  | 2013 ?                                               | [ 201 ]                 |
| Mtel              | Bulgaria                                | DC-HSPA+  | tháng 9 năm 2009/ tháng 2 năm 2011                   | [ 202 ] [ 203 ]         |
| Telenor           | Bulgaria                                | DC-HSPA+  | tháng 12 năm 2013                                    | [ 204 ] [ 205 ]         |
| Vivacom           | Bulgaria                                | DC-HSPA+  | tháng 10 năm 2012/ tháng 2 năm 2013                  | [ 206 ] [ 207 ]         |
| Hrvatski Telekom  | Croatia                                 | HSPA+     | ? 2012                                               | [ 208 ]                 |
| Tele2             | Croatia                                 | HSPA+     | tháng 12 năm 2010                                    | [ 209 ]                 |
| VIPNet            | Croatia                                 | DC-HSPA+  | tháng 11 năm 2009/ tháng 12 năm 2010                 | [ 210 ] [ 211 ]         |
| MTN               | Cộng hòa Síp                            | HSPA+     | tháng 3 năm 2012                                     | [ 212 ]                 |
| O2                | Cộng hòa Séc                            | DC-HSPA+  | tháng 4 năm 2013                                     | [ 213 ]                 |
| T-Mobile          | Cộng hòa Séc                            | DC-HSPA+  | tháng 11 năm 2010/ tháng 4 năm 2012                  | [ 214 ] [ 215 ]         |
| Vodafone          | Cộng hòa Séc                            | DC-HSPA+  | tháng 10 năm 2011/ tháng 10 năm 2012                 | [ 216 ] [ 217 ]         |
| 3                 | Đan Mạch                                | DC-HSPA+  | ?                                                    | [ 218 ]                 |
| Telenor           | Đan Mạch                                | HSPA+     | ?                                                    | [ 219 ]                 |
| Elisa             | Estonia                                 | HSPA+     | tháng 4 năm 2010                                     | [ 220 ]                 |
| EMT               | Estonia                                 | HSPA+     | tháng 11 năm 2009                                    |                         |
| DNA               | Phần Lan                                | DC-HSPA+  | tháng 10 năm 2009/ tháng 6 năm 2011                  | [ 221 ] [ 222 ]         |
| Elisa             | Phần Lan                                | DC-HSPA+  | ?                                                    | [ 223 ]                 |
| Bouygues          | Pháp                                    | DC-HSPA+  | ? 2010/ tháng 11 năm 2011                            | [ 224 ]                 |
| Free              | Pháp                                    | DC-HSPA+  | tháng 1 năm 2012                                     | [ 225 ]                 |
| Orange            | Pháp                                    | DC-HSPA+  | ? 2010/ tháng 11 năm 2011                            | [ 226 ]                 |
| SFR               | Pháp                                    | DC-HSPA+  | tháng 9 năm 2010/ tháng 3 năm 2012                   | [ 227 ]                 |
| E-Plus            | Đức                                     | DC-HSPA+  | tháng 8 năm 2013                                     | [ 228 ]                 |
| O2                | Đức                                     | DC-HSPA+  | tháng 11 năm 2009/ tháng 9 năm 2013                  | [ 229 ] [ 230 ]         |
| Telekom           | Đức                                     | DC-HSPA+  | tháng 4 năm 2010/ tháng 11 năm 2011                  | [ 231 ] [ 232 ]         |
| Vodafone          | Đức                                     | DC-HSPA+  | ?                                                    |                         |
| Cosmote           | Hy Lạp                                  | DC-HSPA+  | tháng 7 năm 2009/ tháng 3 năm 2010/ tháng 3 năm 2011 | [ 233 ] [ 234 ] [ 235 ] |
| Vodafone          | Hy Lạp                                  | DC-HSPA+  | tháng 7 năm 2009/ tháng 3 năm 2010/ tháng 1 năm 2011 | [ 236 ] [ 237 ] [ 238 ] |
| Wind              | Hy Lạp                                  | DC-HSPA+  | tháng 6 năm 2012                                     | [ 239 ]                 |
| Telenor           | Hungary                                 | DC-HSPA+  | tháng 8 năm 2011                                     | [ 240 ]                 |
| T-Mobile          | Hungary                                 | DC-HSPA+  | tháng 7 năm 2011/ ?                                  | [ 241 ] [ 242 ]         |
| Vodafone          | Hungary                                 | DC-HSPA+  | tháng 2 năm 2010/ tháng 4 năm 2012                   | [ 243 ] [ 244 ]         |
| Nova              | Iceland                                 | HSPA+     | tháng 8 năm 2013                                     | [ 245 ]                 |
| 3                 | Ireland                                 | HSPA+     | ? 2010                                               |                         |
| Meteor            | Ireland                                 | HSPA+     | ? 2010                                               |                         |
| O2                | Ireland                                 | HSPA+     | ? 2010                                               |                         |
| Vodafone          | Ireland                                 | DC-HSPA+  | ? 2010/ tháng 9 năm 2011                             | [ 246 ]                 |
| 3                 | Ý                                       | DC-HSPA+  | ? 2009/ tháng 3 năm 2012                             | [ 247 ]                 |
| TIM               | Ý                                       | DC-HSPA+  | tháng 7 năm 2009/ tháng 12 năm 2011                  | [ 248 ]                 |
| Vodafone          | Ý                                       | DC-HSPA+  | tháng 3 năm 2011                                     | [ 249 ]                 |
| IPKO              | Kosovo                                  | HSPA+     | tháng 12 năm 2013                                    | [ 250 ]                 |
| BITE              | Latvia                                  | HSPA+     | tháng 9 năm 2010                                     | [ 251 ]                 |
| LMT               | Latvia                                  | DC-HSPA+  | ? 2011                                               | [ 252 ]                 |
| BITE              | Lithuania                               | HSPA+     | tháng 9 năm 2010                                     | [ 253 ]                 |
| Omnitel           | Lithuania                               | HSPA+     | tháng 7 năm 2012                                     | [ 254 ]                 |
| Orange            | Luxembourg                              | DC-HSPA+  | ?                                                    | [ 255 ]                 |
| POST              | Luxembourg                              | HSPA+     | ?                                                    | [ 256 ]                 |
| Vip               | Macedonia                               | HSPA+     | tháng 8 năm 2012                                     | [ 257 ]                 |
| GO                | Malta                                   | DC-HSPA+  | tháng 3 năm 2012/ tháng 5 năm 2012                   | [ 258 ] [ 259 ]         |
| Orange            | Moldova                                 | HSPA+     | tháng 12 năm 2009                                    | [ 260 ]                 |
| Unité             | Moldova                                 | DC-HSPA+  | tháng 4 năm 2013                                     | [ 261 ]                 |
| m:tel             | Montenegro                              | HSPA+     | tháng 7 năm 2011                                     | [ 262 ]                 |
| Telenor           | Montenegro                              | HSPA+     | tháng 10 năm 2010                                    | [ 263 ]                 |
| T-Mobile          | Montenegro                              | DC-HSPA+  | tháng 12 năm 2010/ tháng 9 năm 2012                  | [ 264 ] [ 265 ]         |
| KPN               | Hà Lan                                  | DC-HSPA+  | tháng 2 năm 2013                                     | [ 266 ]                 |
| T-Mobile          | Hà Lan                                  | DC-HSPA+  | ?                                                    | [ 267 ] [ 268 ]         |
| Vodafone          | Hà Lan                                  | DC-HSPA+  | tháng 2 năm 2013                                     | [ 269 ]                 |
| KKTCell           | Bắc Síp                                 | DC-HSPA+  | tháng 1 năm 2013                                     | [ 270 ]                 |
| NetCom            | Na Uy                                   | DC-HSPA+  | tháng 12 năm 2010/ ?                                 | [ 271 ] [ 272 ]         |
| Aero2             | Ba Lan                                  | HSPA+     | tháng 11 năm 2009/ tháng 10 năm 2010                 | [ 273 ] [ 274 ]         |
| Orange            | Ba Lan                                  | DC-HSPA+  | tháng 10 năm 2010                                    | [ 275 ]                 |
| Play              | Ba Lan                                  | HSPA+     | tháng 1 năm 2011                                     | [ 276 ]                 |
| Plus              | Ba Lan                                  | DC-HSPA+  | tháng 11 năm 2009/ tháng 7 năm 2010                  | [ 277 ] [ 278 ]         |
| T-Mobile          | Ba Lan                                  | DC-HSPA+  | tháng 9 năm 2009/ tháng 12 năm 2012                  | [ 279 ] [ 280 ]         |
| MEO               | Bồ Đào Nha                              | DC-HSPA+  | tháng 7 năm 2009/ ?                                  | [ 281 ]                 |
| NOS               | Bồ Đào Nha                              | HSPA+     | tháng 6 năm 2009                                     | [ 282 ]                 |
| Vodafone          | Bồ Đào Nha                              | DC-HSPA+  | tháng 6 năm 2009/ tháng 10 năm 2010                  | [ 283 ] [ 284 ]         |
| Orange            | Romania                                 | DC-HSPA+  | tháng 10 năm 2011                                    | [ 285 ]                 |
| Telekom           | Romania                                 | DC-HSPA+  | tháng 4 năm 2010/ tháng 10 năm 2012                  | [ 286 ] [ 287 ] [ 288 ] |
| Vodafone          | Romania                                 | DC-HSPA+  | tháng 9 năm 2009/ tháng 7 năm 2012                   | [ 289 ] [ 290 ]         |
| Beeline           | Nga                                     | DC-HSPA+  | ?                                                    | [ 291 ]                 |
| MegaFon           | Nga                                     | DC-HSPA+  | tháng 8 năm 2010/ tháng 11 năm 2013                  | [ 292 ] [ 293 ]         |
| MTS               | Nga                                     | DC-HSPA+  | tháng 12 năm 2010/ tháng 7 năm 2013                  | [ 294 ] [ 295 ]         |
| Rostelecom        | Nga                                     | HSPA+     | tháng 11 năm 2012                                    | [ 296 ]                 |
| mt:s              | Serbia                                  | DC-HSPA+  | tháng 10 năm 2012                                    | [ 297 ]                 |
| Telenor           | Serbia                                  | DC-HSPA+  | tháng 8 năm 2011/ tháng 6 năm 2012                   | [ 298 ] [ 299 ]         |
| Vip               | Serbia                                  | DC-HSPA+  | tháng 2 năm 2011                                     | [ 300 ]                 |
| Orange            | Slovakia                                | DC-HSPA+  | tháng 10 năm 2011                                    | [ 301 ]                 |
| Telekom           | Slovakia                                | DC-HSPA+  | tháng 3 năm 2011/ tháng 10 năm 2011                  | [ 302 ] [ 303 ]         |
| Si.mobil          | Slovenia                                | DC-HSPA+  | tháng 12 năm 2010/ tháng 10 năm 2011                 | [ 304 ] [ 305 ]         |
| Telekom Slovenije | Slovenia                                | HSPA+     | tháng 4 năm 2010                                     | [ 306 ]                 |
| Tušmobil          | Slovenia                                | HSPA+     | tháng 11 năm 2010                                    | [ 307 ]                 |
| Movistar          | Tây Ban Nha                             | DC-HSPA+  | tháng 11 năm 2009/ tháng 10 năm 2010                 | [ 308 ] [ 309 ]         |
| Vodafone          | Tây Ban Nha                             | DC-HSPA+  | tháng 11 năm 2009/ tháng 2 năm 2011                  | [ 310 ] [ 311 ]         |
| Yoigo             | Tây Ban Nha                             | HSPA+     | ?                                                    |                         |
| 3                 | Thụy Điển                               | DC-HSPA+  | tháng 5 năm 2011                                     | [ 312 ]                 |
| Telenor           | Thụy Điển                               | DC-HSPA+  | tháng 5 năm 2011                                     | [ 312 ]                 |
| Orange            | Thụy Sĩ                                 | DC-HSPA+  | tháng 11 năm 2011                                    | [ 313 ]                 |
| Sunrise           | Thụy Sĩ                                 | DC-HSPA+  | tháng 3 năm 2011/ tháng 5 năm 2012                   | [ 314 ] [ 315 ]         |
| Swisscom          | Thụy Sĩ                                 | DC-HSPA+  | tháng 10 năm 2009/ tháng 6 năm 2011                  | [ 316 ] [ 317 ]         |
| 3                 | Vương quốc Liên hiệp Anh và Bắc Ireland | DC-HSPA+  | tháng 4 năm 2011/ ? 2012                             | [ 318 ] [ 319 ]         |
| EE                | Vương quốc Liên hiệp Anh và Bắc Ireland | DC-HSPA+  | tháng 11 năm 2011/ ?                                 | [ 320 ] [ 321 ]         |
| O2                | Vương quốc Liên hiệp Anh và Bắc Ireland | DC-HSPA+  | ?                                                    | [ 322 ]                 |
| Vodafone          | Vương quốc Liên hiệp Anh và Bắc Ireland | DC-HSPA+  | ?                                                    |                         |

## Trung Đông
| Nhà mạng  | Quốc gia                             | Công nghệ | Ngày phát hành                      | Ghi chú         |
| --------- | ------------------------------------ | --------- | ----------------------------------- | --------------- |
| Batelco   | Bahrain                              | DC-HSPA+  | tháng 4 năm 2010/ tháng 6 năm 2012  | [ 323 ] [ 324 ] |
| VIVA      | Bahrain                              | DC-HSPA+  | tháng 5 năm 2011                    | [ 325 ]         |
| RighTel   | Iran                                 | HSPA+     | ?                                   |                 |
| Orange    | Israel                               | DC-HSPA+  | tháng 12 năm 2012                   | [ 326 ]         |
| Pelephone | Israel                               | DC-HSPA+  | tháng 5 năm 2010/ tháng 12 năm 2011 | [ 327 ] [ 328 ] |
| Orange    | Jordan                               | HSPA+     | tháng 3 năm 2010                    | [ 329 ]         |
| Umniah    | Jordan                               | DC-HSPA+  | tháng 6 năm 2012                    | [ 330 ]         |
| Zain      | Jordan                               | HSPA+     | tháng 3 năm 2011                    | [ 331 ]         |
| VIVA      | Kuwait                               | DC-HSPA+  | tháng 12 năm 2010/ tháng 7 năm 2011 | [ 332 ] [ 333 ] |
| Zain      | Kuwait                               | HSPA+     | ?                                   | [ 334 ]         |
| Alfa      | Lebanon                              | HSPA+     | tháng 10 năm 2011                   | [ 335 ]         |
| touch     | Lebanon                              | HSPA+     | tháng 11 năm 2011                   | [ 336 ]         |
| Ooredoo   | Qatar                                | HSPA+     | tháng 8 năm 2010                    | [ 337 ]         |
| Mobily    | Saudi Arabia                         | HSPA+     | tháng 1 năm 2010                    | [ 338 ]         |
| STC       | Saudi Arabia                         | DC-HSPA+  | tháng 1 năm 2011                    | [ 339 ]         |
| Syriatel  | Syria                                | HSPA+     | ?                                   | [ 340 ]         |
| Turkcell  | Thổ Nhĩ Kỳ                           | DC-HSPA+  | tháng 12 năm 2010                   | [ 341 ]         |
| Vodafone  | Thổ Nhĩ Kỳ                           | HSPA+     | tháng 6 năm 2012                    | [ 342 ]         |
| du        | Các Tiểu vương quốc Ả Rập Thống nhất | DC-HSPA+  | tháng 9 năm 2010                    | [ 343 ]         |
| Etisalat  | Các Tiểu vương quốc Ả Rập Thống nhất | DC-HSPA+  | tháng 1 năm 2010/ ?                 | [ 344 ] [ 345 ] |

## châu Đại Dương
| Nhà mạng | Quốc gia    | Công nghệ | Ngày phát hành                     | Ghi chú         |
| -------- | ----------- | --------- | ---------------------------------- | --------------- |
| Optus    | Úc          | DC-HSPA+  | 2009/ ?                            |                 |
| Telstra  | Úc          | DC-HSPA+  | tháng 2 năm 2009/ tháng 2 năm 2010 | [ 346 ] [ 347 ] |
| Vodafone | Úc          | DC-HSPA+  | tháng 9 năm 2012                   | [ 348 ]         |
| Digicel  | Fiji        | HSPA+     | tháng 7 năm 2014                   | [ 349 ]         |
| 2degrees | New Zealand | DC-HSPA+  | tháng 9 năm 2012                   | [ 350 ]         |
| Spark    | New Zealand | DC-HSPA+  | tháng 12 năm 2012                  | [ 351 ]         |
| Vodafone | New Zealand | DC-HSPA+  | tháng 12 năm 2010                  | [ 352 ]         |